# 1990-es Formula–1 német nagydíj
A német nagydíj volt az 1990-es Formula–1 világbajnokság kilencedik futama.

## Futam
A német nagydíjjal elkezdődött a bajnokság második fele, a több alkalommal pontot szerző Larrousse csapatnak ezentúl nem kellett részt vennie az elő kvalifikáción, míg a Ligier-nek ez szükséges lett.
A McLareneké lett az első sor a Ferrarik és a Williamsek előtt. A rajt után is megmaradt a Senna-Berger, Prost, Mansell sorrend. A 11. körben Piquet Patresét próbálta előzni, de nem tudott a pályán maradni, így Nannini megelőzte. Három körrel később Mansell az Ostkurvében a füvön hajtott át. Bár nem veszített ezzel pozíciót, autója megsérült, két körrel később kiesett. Eközben Nannini megelőzte Patresét. Mivel a Williamsek és a Benettonok kiállás nélkül tervezték teljesíteni a futamot, Nannini vezetett Senna és Patrese előtt. Piquet motorhiba miatt kiesett, míg Patrese gumijai rossz állapotban voltak, ki kellett állnia kerékcserére. A 34. körben Senna megelőzte Nanninit, majd egyre növelte előnyét. Boutsent Prost, majd Patrese is megelőzte. Senna győzött Nannini, Berger és Prost előtt.
|         | Rsz | Versenyző          | Csapat                | Körök | Idő/Kiesések    | Rajthely | Pontok |
| ------- | --- | ------------------ | --------------------- | ----- | --------------- | -------- | ------ |
| 1       | 27  | Ayrton Senna       | McLaren-Honda         | 45    | 1:20:47,164     | 1        | 9      |
| 2       | 19  | Alessandro Nannini | Benetton-Ford         | 45    | + 6,520         | 9        | 6      |
| 3       | 28  | Gerhard Berger     | McLaren-Honda         | 45    | + 8,553         | 2        | 4      |
| 4       | 1   | Alain Prost        | Ferrari               | 45    | + 45,270        | 3        | 3      |
| 5       | 6   | Riccardo Patrese   | Williams-Renault      | 45    | + 48,028        | 5        | 2      |
| 6       | 5   | Thierry Boutsen    | Williams-Renault      | 45    | + 1:21,491      | 6        | 1      |
| 7       | 16  | Ivan Capelli       | Leyton House-Judd     | 44    | + 1 kör         | 10       |        |
| 8       | 11  | Derek Warwick      | Lotus-Lamborghini     | 44    | + 1 kör         | 16       |        |
| 9       | 10  | Alex Caffi         | Arrows-Ford           | 44    | + 1 kör         | 18       |        |
| 10      | 25  | Nicola Larini      | Ligier-Ford           | 43    | + 2 kör         | 22       |        |
| 11      | 4   | Jean Alesi         | Tyrrell-Ford          | 40    | Erőátvitel      | 8        |        |
| HN      | 36  | Jyrki Järvilehto   | Onyx-Ford             | 39    | Helyezés nélkül | 25       |        |
| Kiesett | 29  | Éric Bernard       | Larrousse-Lamborghini | 35    | Üzemanyagpumpa  | 12       |        |
| Kiesett | 30  | Szuzuki Aguri      | Larrousse-Lamborghini | 33    | Kuplung         | 11       |        |
| Kiesett | 3   | Nakadzsima Szatoru | Tyrrell-Ford          | 24    | Motorhiba       | 13       |        |
| Kiesett | 20  | Nelson Piquet      | Benetton-Ford         | 23    | Motorhiba       | 7        |        |
| Kiesett | 23  | Pierluigi Martini  | Minardi-Ford          | 20    | Motorhiba       | 15       |        |
| Kiesett | 35  | Gregor Foitek      | Onyx-Ford             | 19    | Kicsúszás       | 26       |        |
| Kiesett | 2   | Nigel Mansell      | Ferrari               | 15    | Kerékcsapágy    | 4        |        |
| Kiesett | 15  | Maurício Gugelmin  | Leyton House-Judd     | 12    | Motorhiba       | 14       |        |
| Kiesett | 7   | David Brabham      | Brabham-Judd          | 12    | Motorhiba       | 21       |        |
| Kiesett | 9   | Michele Alboreto   | Arrows-Ford           | 10    | Motorhiba       | 19       |        |
| Kiesett | 12  | Martin Donnelly    | Lotus-Lamborghini     | 1     | Kuplung         | 20       |        |
| Kiesett | 8   | Stefano Modena     | Brabham-Judd          | 0     | Kuplung         | 17       |        |
| Kiesett | 21  | Emanuele Pirro     | Dallara-Ford          | 0     | Ütközés         | 23       |        |
| Kizárva | 26  | Philippe Alliot    | Ligier-Ford           | 0     | Kizárva         | 24       |        |
| NK      | 14  | Olivier Grouillard | Osella-Ford           |       |                 |          |        |
| Kiesett | 24  | Paolo Barilla      | Minardi-Ford          |       |                 |          |        |
| NK      | 18  | Yannick Dalmas     | AGS-Ford              |       |                 |          |        |
| NK      | 22  | Andrea de Cesaris  | Dallara-Ford          |       |                 |          |        |
| NeK     | 17  | Gabriele Tarquini  | AGS-Ford              |       |                 |          |        |
| NeK     | 33  | Roberto Moreno     | Euro Brun-Judd        |       |                 |          |        |
| NeK     | 31  | Bertrand Gachot    | Coloni-Ford           |       |                 |          |        |
| NeK     | 31  | Bertrand Gachot    | Coloni-Subaru         |       |                 |          |        |
| NeK     | 34  | Claudio Langes     | Euro Brun-Judd        |       |                 |          |        |
| NeK     | 39  | Bruno Giacomelli   | Life                  |       |                 |          |        |

## Statisztikák
Vezető helyen:
- Ayrton Senna: 29 (1-17 / 34-45)
- Alessandro Nannini: 16 (18-33)

Ayrton Senna 24. győzelme, 47. (R) pole-pozíciója, Thierry Boutsen egyetlen leggyorsabb köre.
- McLaren 84. győzelme.